# Route A3 (Lettonie)
Pour les articles homonymes, voir A3 et Route A3.
La route A3 (Autoceļš A3) est une route nationale de Lettonie reliant Inčukalns à la frontière estonienne, près de Valka où elle est prolongée par la route nationale estonienne 3. Elle mesure 123,7 km.Elle fait partie de la route européenne 264.

## Tracé
- Murjāņi (lv)
- Ragana (lv)
- Inciems
- Straupe
- Plācis (lv)
- Stalbe (lv)
- Rubene (lv)
- Kocēni (lv)
- Valmiera
- Valmiermuiža (lv)
- Strenči
- Saule
- Valka